# アベリー-マクラウド-マッカーティの実験

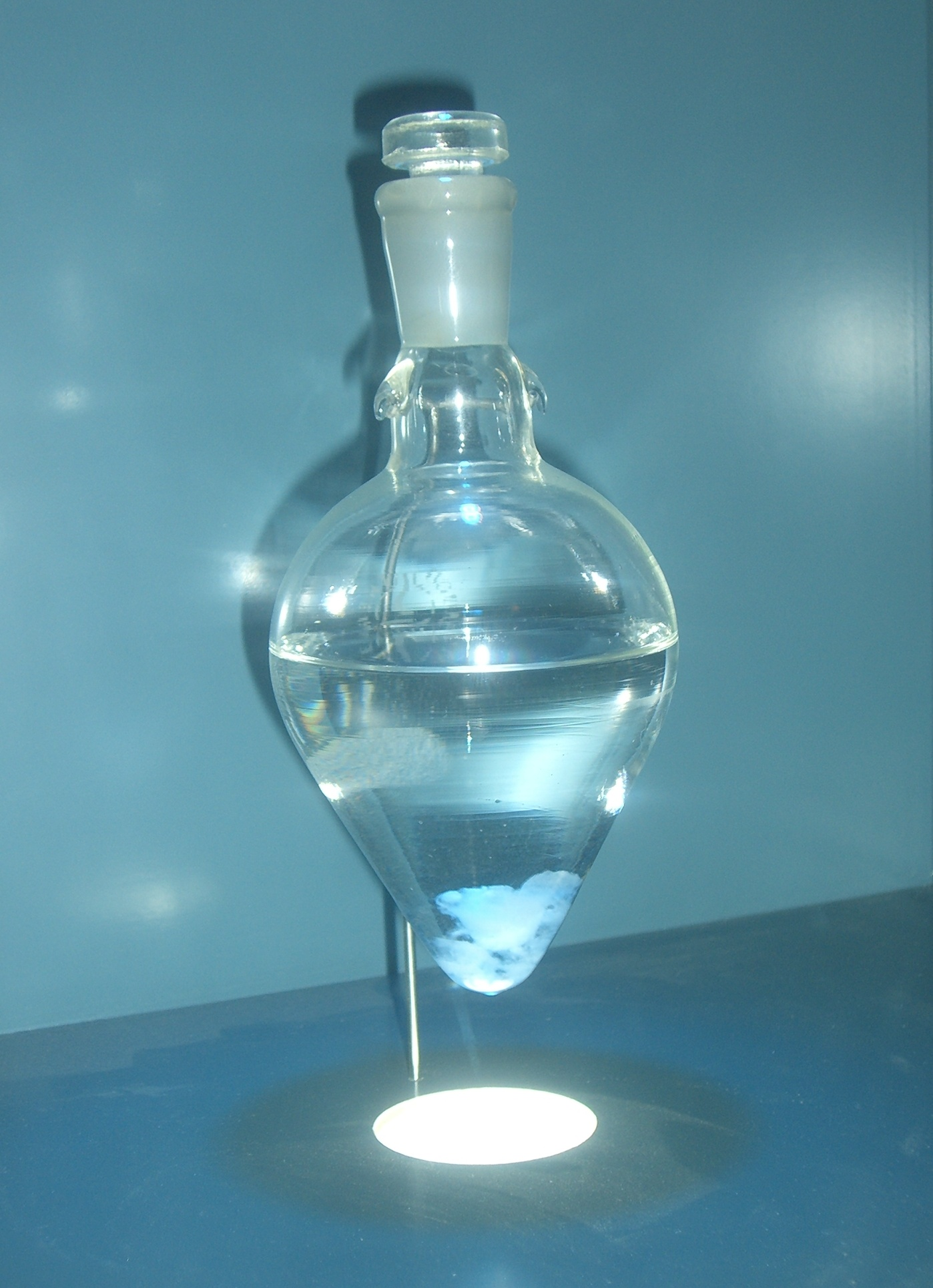
アベリー、マクラウド、およびマッカーティは細胞成分の溶液から沈殿したこのような精製したDNA鎖を使用して、細菌の形質転換を行った。

アベリー-マクラウド-マッカーティの実験（アベリー-マクラウド-マッカーティのじっけん）は、1944年にオズワルド・アベリー、コリン・マンロ・マクラウド、マクリン・マッカーティにより報告された、DNAが細菌の形質転換を起こす物質であることを実証した実験。アベリーのみの名前を冠してアベリーの実験とも呼ばれる。当時は遺伝情報を運ぶのはタンパク質であると広く考えられていた（タンパク質(protein)という言葉自体がその機能が主(primary)であるという考えを表すために造語された）。この実験は、1928年のグリフィスの実験で最初に説明された形質転換現象の原理である「転換原理」を、より精製した標品で証明し、20世紀初頭1930年代にロックフェラー医学研究センターで行われてきた研究の頂点である。毒性を持つが死んでいる肺炎レンサ球菌（肺炎双球菌）III-S株（S型菌）を生きている毒性のないII-R株（R型菌）とともに注射すると、III-S株の肺炎球菌による致死的な感染を惹起した。1944年発表した論文において、アベリー達は、細菌の遺伝物質は当時広く信じられていたタンパク質ではなく、DNAであり、高等生物の遺伝子やウイルスでも類似している可能性があることを提案した。

アベリーとその同僚は、DNAがグリフィスの実験の主要な要素であることを示した。この実験において、マウスにある株の死んだ細菌と別の株の生きた細菌を注射すると死んだ株の型の感染症を発症した。

血清学的型別の開発により、医学研究者は細菌を異なる株または型に分類することができた。ヒトまたはマウスなどの試験動物に特定の型を接種すると、免疫反応が起こり細菌の抗原と特異的に反応する抗体が生成される。抗体を含む血清を抽出して培養細菌に適用することができる。抗体は元の接種と同じ型の他の細菌と反応する。ドイツの細菌学者Fred Neufeldは、肺炎球菌の型と血清学的な型を発見した。フレデリック・グリフィスの研究まで、細菌学者は、型は固定されており世代間で不変であると考えられていた。
1928年に報告されたグリフィスの実験は、肺炎双球菌の「形質転換原理」がその菌をある型から別の型に変換できることを確認した。イギリスの医師であったグリフィスは、20世紀初頭に致命的な疾患であることが多かった肺炎の症例に血清学的な型を何年もかけて適用していた。彼は、肺炎の臨床症例の過程でいくつかの型（一部は毒性だが一部は非毒性）がしばしば存在することを発見し、1つの型が別の型に変化する可能性があると考えた（単純に複数の型が一緒に存在するのではなく）。その可能性を試験する際に、毒性のある型の死んだ細菌と非毒性の型の生きている細菌の両方がマウスに注射されたときに形質転換が起こりうることを発見した。このとき、マウスは致命的な感染症を発症し（通常は毒性のある生きている細菌によってのみ起こる）死亡し、感染したマウスから毒性のある細菌を分離することができた。
グリフィスの実験の結果は、最初にロベルト・コッホ研究所のFred Neufeldとロックフェラー研究所のMartin Henry Dawsonによりすぐに確認された。ロックフェラー研究所の研究者たちは、その後も形質転換の研究を続けた。DawsonはRichard H.P. Siaとともにin vitroで細菌を形質転換する方法を開発した（グリフィスが行ったようにin vivoではない）。1930年にDawsonが去った後に、James Allowayはグリフィスの発見を拡張する試みを行い、結果として1933年までに形質転換原理の水溶液が抽出された。コリン・マクラウドは1934年から1937年までその水溶液を精製する研究を行い、この研究は1940年に続けられマクリン・マッカーティにより完成された。

## 実験研究
肺炎レンサ球菌は、抗体形成を誘導する莢膜を有する滑らかな(smooth)コロニーを特徴とする。異なる型はその免疫学的特異性にしたがって分類される。
アベリーがとった精製法は次のようなものであった。最初に細菌を熱で殺し食塩水に溶ける成分を抽出する。次に、クロロホルムを使用してタンパク質を沈殿させ、莢膜を酵素で加水分解する。型特異性の抗体により起きた免疫学的沈殿を使用して、莢膜が完全に破壊されたことを確認する。次に、活性画分をアルコールにより沈殿させると、攪拌棒で巻き取れる繊維状のDNAが抽出される。
化学分析により、この活性画分の炭素、水素、窒素、リンの比率がDNAの化学組成と一致していることが分かった。形質転換の原因となったのは少量の混入したRNA、タンパク質、またはその他の細胞成分ではなくDNAであることを示すために、アベリーとその同僚は生化学的手法を用いた。彼らはタンパク質やRNAを分解する酵素（トリプシン、キモトリプシン、リボヌクレアーゼ）は抽出物の転換活性に影響を与えないが、DNAを分解する可能性がある粗調製物（デオキシリボヌクレオデポリメラーゼの多くの動物から入手可能な酵素調製物）は、抽出物の転換活性を破壊した。
批判に対する取り組みには、1948年のMoses KunitzによるDNAデポリメラーゼ（デオキシリボヌクレアーゼI）の精製と結晶化、およびRollin Hotchkissによる精密な作業が含まれ、これらにより、精製されたDNAにおいて検出された実質的にすべての窒素はヌクレオチド塩基のアデニンの分解生成物であるグリシンに由来し、検出されなかったタンパク質の混入はHotchkissの推定では最大で0.02%であることが示された。

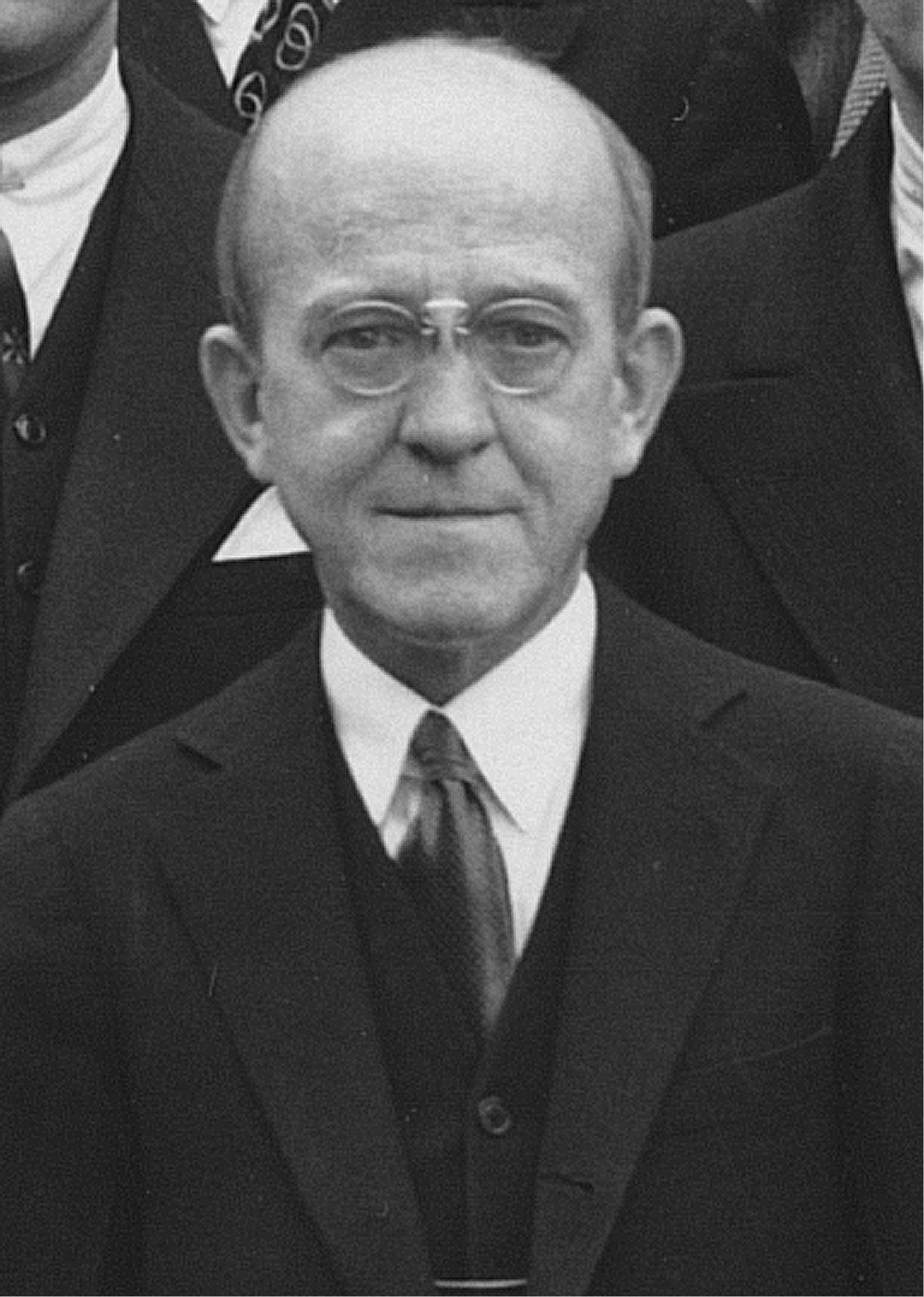
オズワルド・アベリー

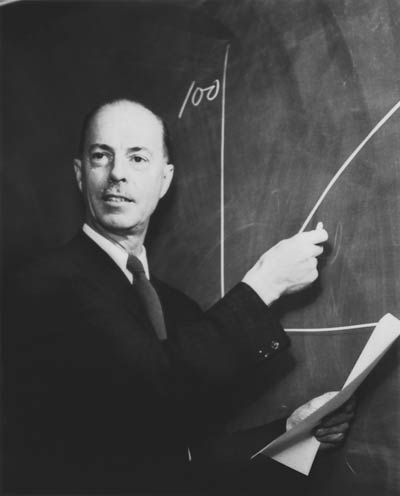
コリン・ムンロ・マクロード

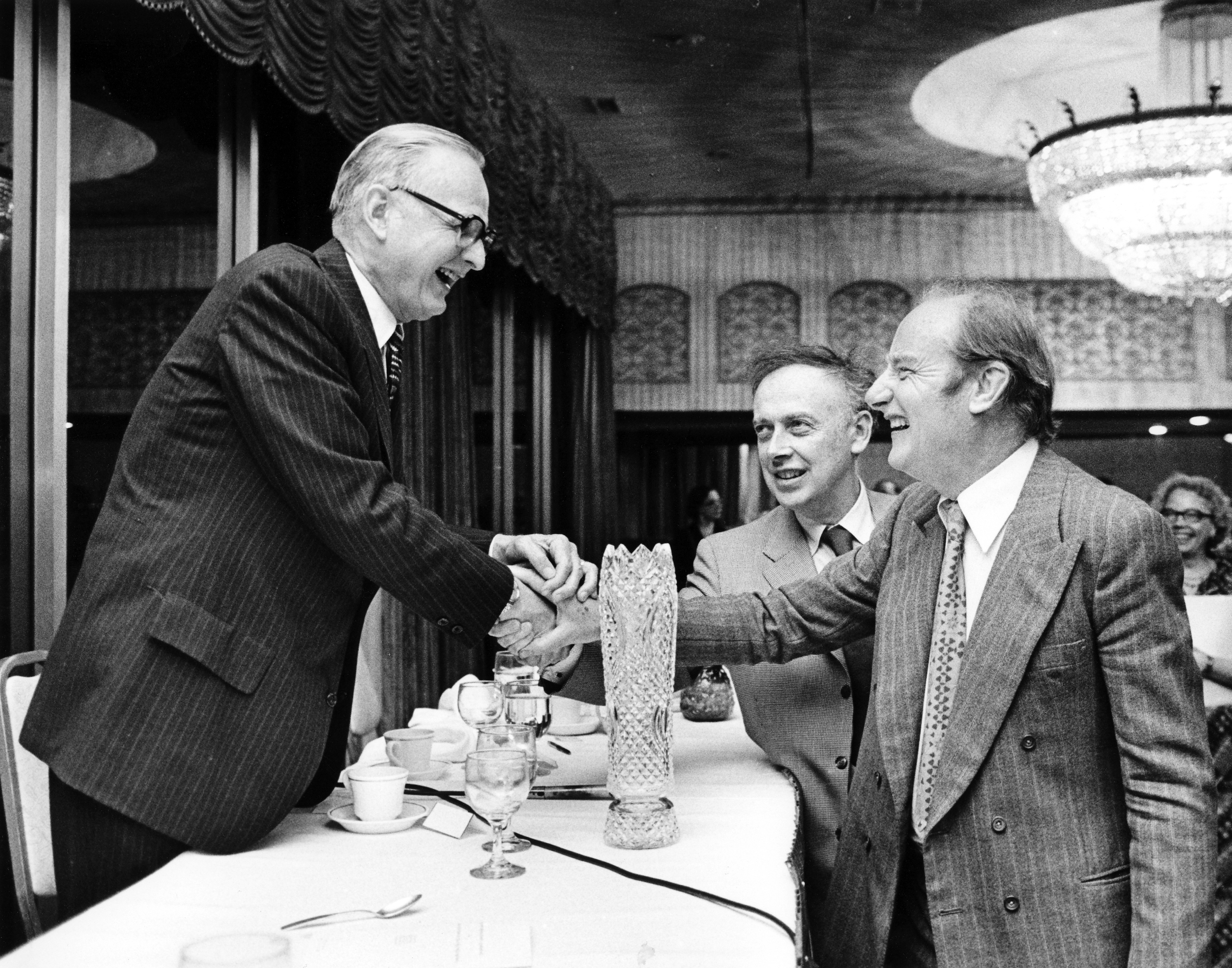
マクリン・マッカーティ（ワトソンとクリックとともに）

アベリー-マクラウド-マッカーティの実験の実験結果はすぐに確認され、莢膜以外の遺伝的特徴にも拡張された。しかし、DNAが遺伝物質であるという結論を受け入れることには当時はかなりの抵抗があった。フィーバス・レヴィーンの影響力があった「テトラヌクレオチド仮説」によると、DNAは4つのヌクレオチド塩基の繰り返しユニットからなり、生物学的な特殊性はほとんどなかった。したがって、DNAは染色体の構造的構成要素であると考えられていたのに対し、遺伝子は染色体のタンパク質構成要素で構成されている可能性が高いと考えられていた。この考えは1935年のウェンデル・スタンリーによるタバコモザイクウイルスの結晶化とウイルス、遺伝子、酵素の類似性により補強された。多くの生物学者は遺伝子は一種の「スーパー酵素」であるかもしれないと考え、スタンレーによるとウイルスはタンパク質であり多くの酵素と自触媒の特性を共有することが示された。さらに、細菌には染色体と有性生殖が欠如していることから遺伝学を細菌に適用できると考える生物学者はほとんどいなかった。特に、1950年代に分子生物学の新たな分野で影響力を持つことになるファージグループとして非公式に知られる遺伝学者の多くは、遺伝物質としてDNAを却下した（そしてアベリーとその同僚の「厄介な」生化学的アプローチを避ける傾向があった）。ロックフェラー研究所のフェローAlfred Mirsky含む一部の生物学者は、形質転換の原理が純粋なDNAであるというアベリーの発見に異議を唱え、代わりにタンパク質の混入が原因であることを示唆した。ある種の細菌では形質転換が起きたが、他の細菌では複製できず（高等生物のものであっても）その重要性は主に医学に限定されているようであった。
アベリー-マクラウド-マッカーティの実験が1940年代と1950年代初頭にどれだけ影響力があったかについては、科学者の間で意見が分かれている。Gunther Stentはほとんど無視され、その後認識してされたとしている（遺伝学が起こる数十年前のグレゴール・メンデルの研究と同様）。ジョシュア・レーダーバーグやLeslie C. Dunnらは、この実験の初期の重要性を証明し、分子遺伝学の始まりとしてこの実験を引用している。
何人かの微生物学者や遺伝学者は、1944年以前に遺伝子の物理的および化学的性質に関心を示していたが、アベリー・マクラウド・マッカーティ実験によりこの主題における新たな関心が広がった。原著論文では遺伝学について具体的には触れていなかったが、アベリー同様この論文を読んだ多くの遺伝学者が遺伝との関係性（アベリーが遺伝子そのものを純粋なDNAとして分離した可能性があること）に気づいた。生化学者のエルヴィン・シャルガフ、遺伝学者のハーマン・J・マラーらはこの結果を、DNAの生物学的特異性を確立し、DNAが高等生物で同様の役割を果たす場合、遺伝学に重要な影響を持つとして称賛した。1945年、王立協会は細菌の形質転換に関する研究の一部としてコプリメダルをアベリーに授与した。
1944年から1954年まで、この論文は少なくとも主に微生物学、免疫化学、生化学に関する研究で239回引用された。Mirskyの批判に応えてロックフェラー研究所でマッカーティらが行ったフォローアップの研究に加え、この実験は微生物学でかなりの量の研究を刺激し、細菌の遺伝と有性生殖生物の遺伝学の類似性に新たな光を投げかけた。フランスの微生物学者André Boivinは、アベリーの細菌の形質転換の結果を大腸菌に拡張したと主張したが、これは他の研究者によって確認されなかった。しかし、1946年、エドワード・ローリー・タータムは大腸菌における細菌接合を実証し、アベリーの特異な形質転換方法が一般的ではないとしても遺伝学が細菌に適用できることを示した。アベリーの研究は、また、モーリス・ウィルキンスが資金提供者から生体分子ではなく細胞全体に研究を集中するよう圧力をかけられていたにもかかわらずX線結晶構造解析によりDNAの研究を続ける動機付けにもなった。
論文は多数引用され、発表後の数年間で肯定的な反応を受けたにもかかわらず、アベリーの研究は多くの科学コミュニティには無視されていた。多くの科学者に好意的に受け取られたが、主流の遺伝学研究に深い影響を与えることはなかった。この理由の1つは、遺伝子が化学的構成ではなく育種実験における振る舞いによって定義される古典的な遺伝学実験では、ほとんど差異がなかったためである。マラーは興味を持っていたが、ファージグループのほとんどのメンバーと同様に、遺伝子の化学的研究よりも物理的研究に重点を置いていた。アベリーの研究もノーベル財団により無視されたが、のちにアベリーにノーベル賞を授与できなかったことに対する後悔を表明した。
1952年のハーシーとチェイスの実験の時まで、遺伝学者はよりDNAを遺伝物質とみなす傾向になっていた。また、アルフレッド・ハーシーはファージグループの中で影響力のあるメンバーであった。エルヴィン・シャルガフはDNAの基本組成が種によって異なることを示しており（テトラヌクレオチド仮説とは対照的）、1952年にRollin Hotchkissはシャルガフの研究を確認し、アベリーの形質転換原理にタンパク質がないことを実証する実験的証拠を発表した。さらに、細菌遺伝学の分野は急速に確立されつつあり、生物学者は細菌や高等生物についても同じように遺伝について考える傾向が増えていた。ハーシーとチェイスが放射性同位体を使用してバクテリオファージの感染時に細菌に入ったのは主にタンパク質ではなくDNAであることを示した後、DNAが材料であることがすぐに広く受け入れられた。ハーシーとチェイスの実験は、はるかに精密でない実験（細胞とDNAに混入したタンパク質の量はわずかではないことが分かった）であったにもかかわらず、アーベリー達と同じような異議にはさらされなかった。その影響は、ファージグループのネットワークの拡大と、翌年ワトソンとクリックにより提案されたDNA構造を取り巻く注目の高まりにより後押しされた（ワトソンもファージグループのメンバーであった）。しかし、今から考えると、どちらの実験もDNAが遺伝物質であることを明確に証明している。

## レファレンス
- Deichmann, UTE (2004). “Early responses to Avery et al.'s paper on DNA as hereditary material”. Historical Studies in the Physical and Biological Sciences 34 (2):  207–32. doi:10.1525/hsps.2004.34.2.207.
- Fruton, Joseph S. (1999). Proteins, enzymes, genes: the interplay of chemistry and biology. New Haven, Conn: Yale University Press. ISBN 978-0-300-07608-0
- Matthew Cobb; Morange, Michel (1998). A history of molecular biology. Cambridge: Harvard University Press. ISBN 978-0-674-00169-5
- Lehrer, Steven (2006). Explorers of the Body: Dramatic Breakthroughs in Medicine from Ancient Times to Modern Science. United States: iUniverse. ISBN 978-0-595-40731-6
- Fry, Michael (2016) Landmark Experiments in Molecular Biology; Elsevier-Academic Press, United States, ISBN 9780128020746

## 関連文献
- Lederberg J (February 1994). “The transformation of genetics by DNA: an anniversary celebration of Avery, MacLeod and McCarty (1944)”. Genetics 136 (2):  423–6. PMC 1205797. PMID 8150273.
- McCarty, Maclyn (1986). The transforming principle: discovering that genes are made of DNA. New York: Norton. ISBN 978-0-393-30450-3
- Stegenga, Jacob (2011). “The chemical characterization of the gene: vicissitudes of evidential assessment”. History and Philosophy of the Life Sciences 33 (1):  105–127. PMID 21789957.